# Biligiri Rangan Hills
Biligiri Rangan Hills är kullar i Indien. De ligger i den södra delen av landet, 1 900 km söder om huvudstaden New Delhi.